# Loxten (Versmold)

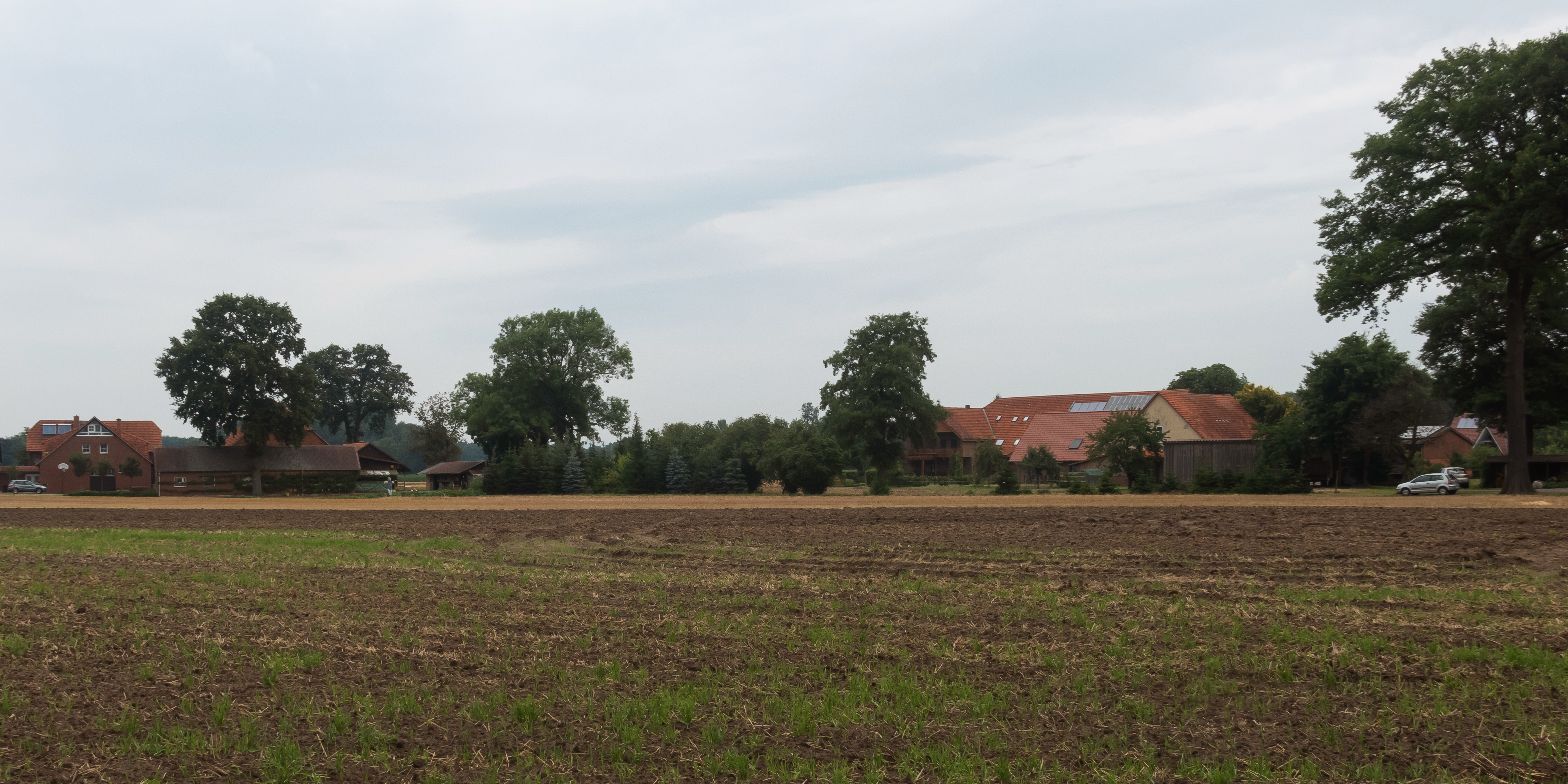
Loxten, Panorama von Am Sandbrink

Loxtenⓘ ist ein Stadtteil im Norden von Versmold und liegt wie Bockhorst unmittelbar an der niedersächsischen Landesgrenze im Nordwesten des Kreises Gütersloh, Nordrhein-Westfalen. Auf einer Fläche von 20,68 km² leben hier rund 3000 Einwohner (Stand: 1. Januar 2022).

## Geschichte
Entstanden ist die Streusiedlung Loxten ausgehend vom ehemaligen Gut Stockheim, welches 1192 urkundlich nachweisbar ist. Bis zur Franzosenzeit war Loxten eine Bauerschaft im Amt Ravensberg der Grafschaft Ravensberg. Von 1807 bis 1810 gehörte Loxten zum Kanton Versmold des Königreichs Westphalen und von 1811 bis 1813 zum Kanton Versmold im französischen Département der oberen Ems. 1816 kam Loxten zum Kreis Halle, in dem es zum Amt Versmold gehörte.
Die Gemeinde Loxten wurde am 1. Januar 1973 in die Stadt Versmold eingegliedert.

### Einwohnerentwicklung
Nachfolgend dargestellt ist die Einwohnerentwicklung von Loxten in der Zeit als selbständige Gemeinde im Kreis Halle (Westf.). In der Tabelle werden auch die Einwohnerzahlen von 1970 (Volkszählungsergebnis) und 1972 sowie des Ortsteils Loxten (Angaben seit 2006) angegeben.

Bevölkerungsentwicklung in Loxten
zwischen 1817 und 1965

| Jahr | Einwohner |
| ---- | --------- |
| 1799 | 1094      |
| 1817 | 1432      |
| 1900 | 1823      |
| 1939 | 1958      |
| 1946 | 2958      |
| 1961 | 2927      |
| 1965 | 3003      |
| 1970 | 3230      |
| 1972 | 3267      |
| 2006 | 3128      |
| 2017 | 3114      |
| 2022 | 3006      |

## Persönlichkeiten
- John Henry Dallmeyer (1830–1883), deutsch-britischer Optiker
- Karl Heinz Wedepohl deutscher Geochemiker

## Sehenswürdigkeiten

### Gut Stockheim
Wasserschlossähnliche Anlage, restauriert und heute in Privatbesitz.

### Naturdenkmäler
- Eiche beim Hof Fahrenbrink mit einem Brusthöhenumfang von 6,95 m (2015).[6]